# 显示卡
顯示卡（英語：Display Card）简称顯卡，也称图形卡（Graphics Card），是个人电脑上以图形处理器（GPU）为核心的扩展卡，用途是提供中央处理器以外的微处理器帮助计算图像信息，并将计算机系统所需要的显示信息进行转换并提供逐行或隔行扫描信号给显示装置，是連接显示器和个人电脑主板的重要元件，是「人机交互」的重要设备之一。显卡有时被称为独立显卡或专用显卡，以强调它们与主板上的集成图形处理器（集成显卡）或中央处理器 (CPU) 的区别。
进入21世纪后电脑游戏产业和新媒体对图像处理性能的市场需求是推进显卡技术发展和革新的主要推动力量，其中独立显卡以Nvidia和AMD之间的双头垄断为主要格局。随着计算性能的提升，显卡也开始被用在其它非图像处理的用途上，比如炒卖加密货币（俗称“挖矿”）和AI（例如ChatGPT）。

## 工作原理及模式
顯示卡是插在主板上的擴展槽裡的（現在一般是PCI-E插槽，此前还有AGP、PCI、ISA等插槽），主要負責把主機向顯示器發出的顯示信號轉化為一般電器信號，使得顯示器能明白個人電腦在讓它做什麼。顯示卡的主要晶片叫「顯示晶片」（Video Chipset）也叫GPU或VPU（圖形處理器或視覺處理器），是顯示卡的主要處理單元。顯示卡上也有和電腦記憶體相似的儲存器，稱為「顯示記憶體 」，簡稱顯存。
早期的顯示卡只是單純意義的顯示卡，只起到信號轉換的作用；目前的顯示卡一般都帶有3D畫面運算和圖形加速功能，所以也叫做「圖形加速卡」或「3D加速卡」。PC上最早的顯示卡是IBM在1981年推出的5150個人電腦上所搭載的MDA和CGA兩款2D加速卡。
顯示卡通常由匯流排介面、PCB板、顯示晶片、顯示記憶體、RAMDAC、VGA BIOS、VGA端子及其他外圍元件構成，現在的顯示卡大多使用VGA、DVI、HDMI介面或DisplayPort介面。

### 集成显卡
作为使用显卡的替代方案，视频硬件可以集成到主板、CPU 或片上系统中作为集成显卡（integrated graphics），相应的作为主板扩展的显卡则称为独立显卡。一些主板支持同时使用集成显卡和独立显卡来为单独的显示器供电。集成显卡的主要优点是：成本低、紧凑、简单和低能耗。集成显卡的性能通常低于独立显卡，因为集成显卡内的图形处理单元需要与 CPU 共享系统资源。另一方面，独立显卡具有单独的随机存取存储器 (RAM)、冷却系统和专用电源调节器。独立显卡可以卸载工作并减少 CPU 和系统 RAM 的内存总线争用，因此除了提高图形处理性能外，计算机的整体性能也可以提高。这种性能改进可以在视频游戏、3D 动画和视频编辑中看到。
AMD 和英特尔都推出了支持将 GPU 集成到与 CPU 相同的芯片中的 CPU 和主板芯片组。 AMD 以“加速处理单元”（APU）作为商标来宣传集成显卡的 CPU，而英特尔则以“Intel HD Graphics”作为品牌来宣传类似技术。

## 總線介面类型

### ISA顯示卡

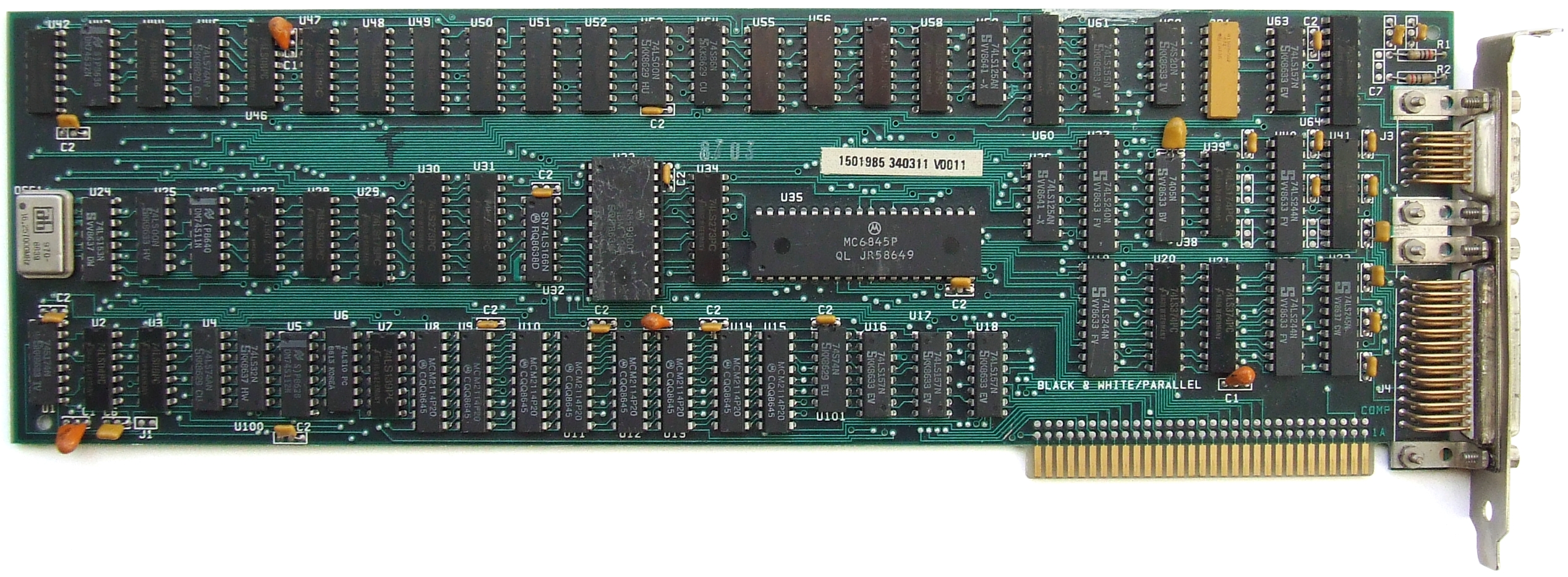
基於IBM MDA標準的顯示卡

ISA顯示卡是以前最普遍使用的VGA显示器所能支援的古老顯示卡。

### VESA顯示卡
VESA是「Video Electronic Standards Association」（影像电子工程标准协会）的缩写，由多家计算机芯片制造商于1989年联合创立。1994年底，VESA发表了64位架构的「VESA Local Bus」标准，80486的個人電腦大多採用這一標準的顯示卡。

### PCI顯示卡

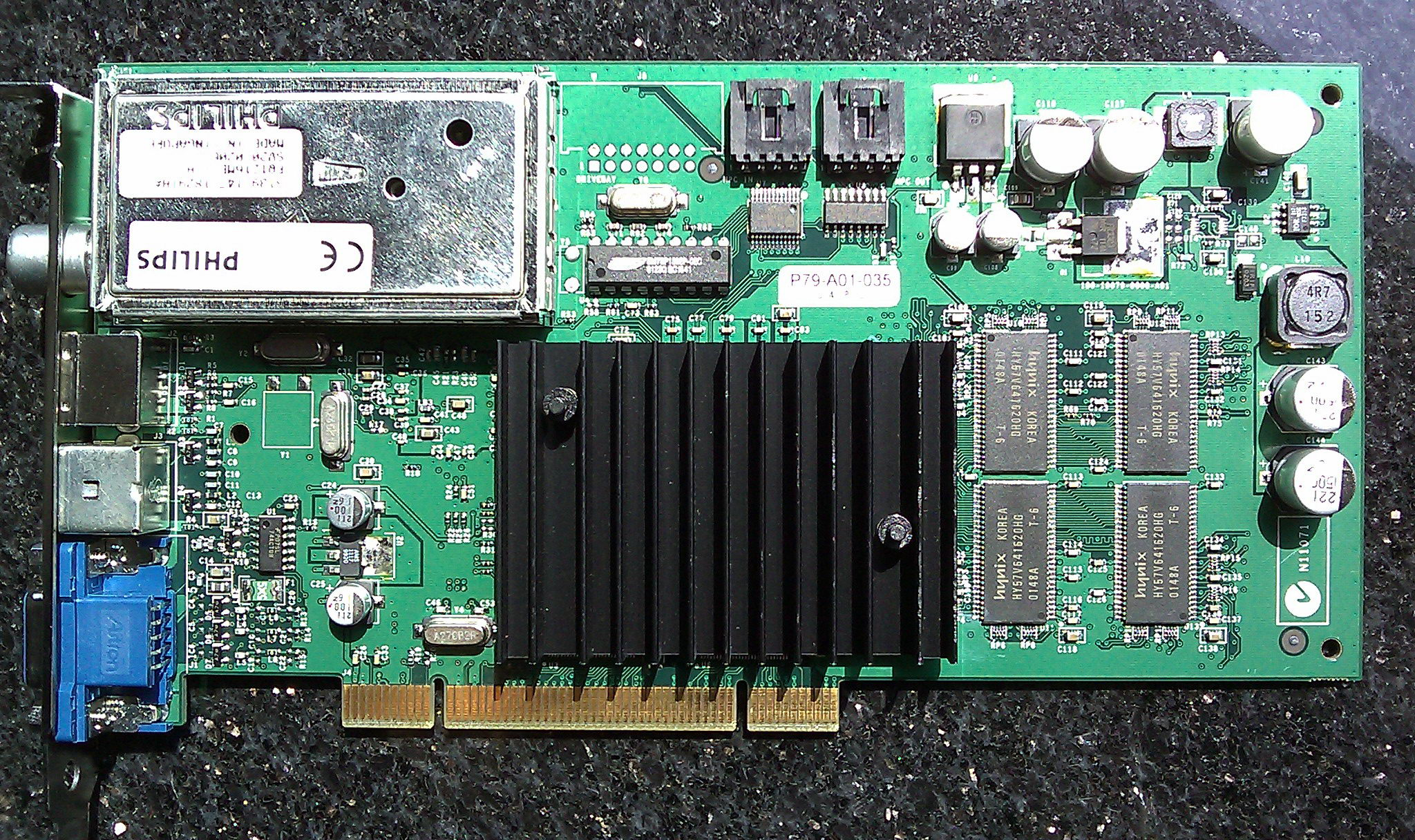
一款整合電視盒的PCI顯示卡

PCI（Peripheral Component Interconnect）顯示卡，通常被使用於較早期或精簡型的電腦中，此類電腦由於將AGP標準插槽移除而必須仰賴PCI介面的顯示卡。目前已知被多數的使用於486到Pentium II早期的時代。目前已知最新型的PCI介面顯示卡，是GeForce GT 610 PCI、ATI HD 4350 PCI、ATI HD 5450 PCI、ATI HD 5450 Silence 512MB DDR3 PCI。

### AGP顯示卡

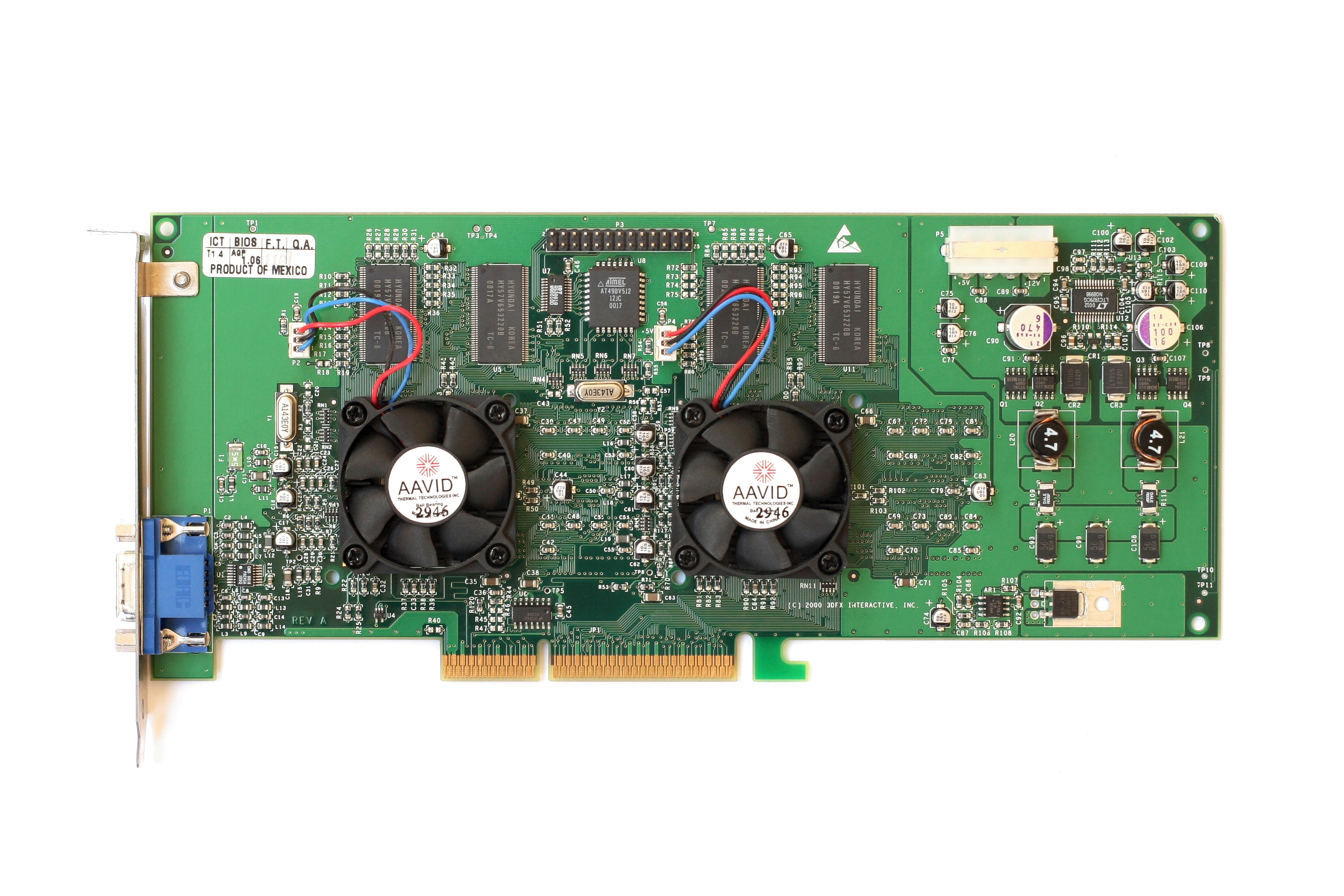
一款雙核心的AGP顯示卡

AGP（Accelerated Graphics Port）是英特爾（Intel）公司在1996年開發的32位元匯流排介面，用以增進電腦系統中的顯示效能。分有AGP 1X、AGP 2X、AGP 4X及最後的AGP 8X，頻寬分別為266MB/s、533MB/s、1066MB/s、以及2133 MB/s。其中AGP 4X以後已跟之前電壓不相容。ATI公司的Radeon HD 4670、HD 3850，是當年性能最强的消费级AGP图形加速卡。

### PCI Express顯示卡

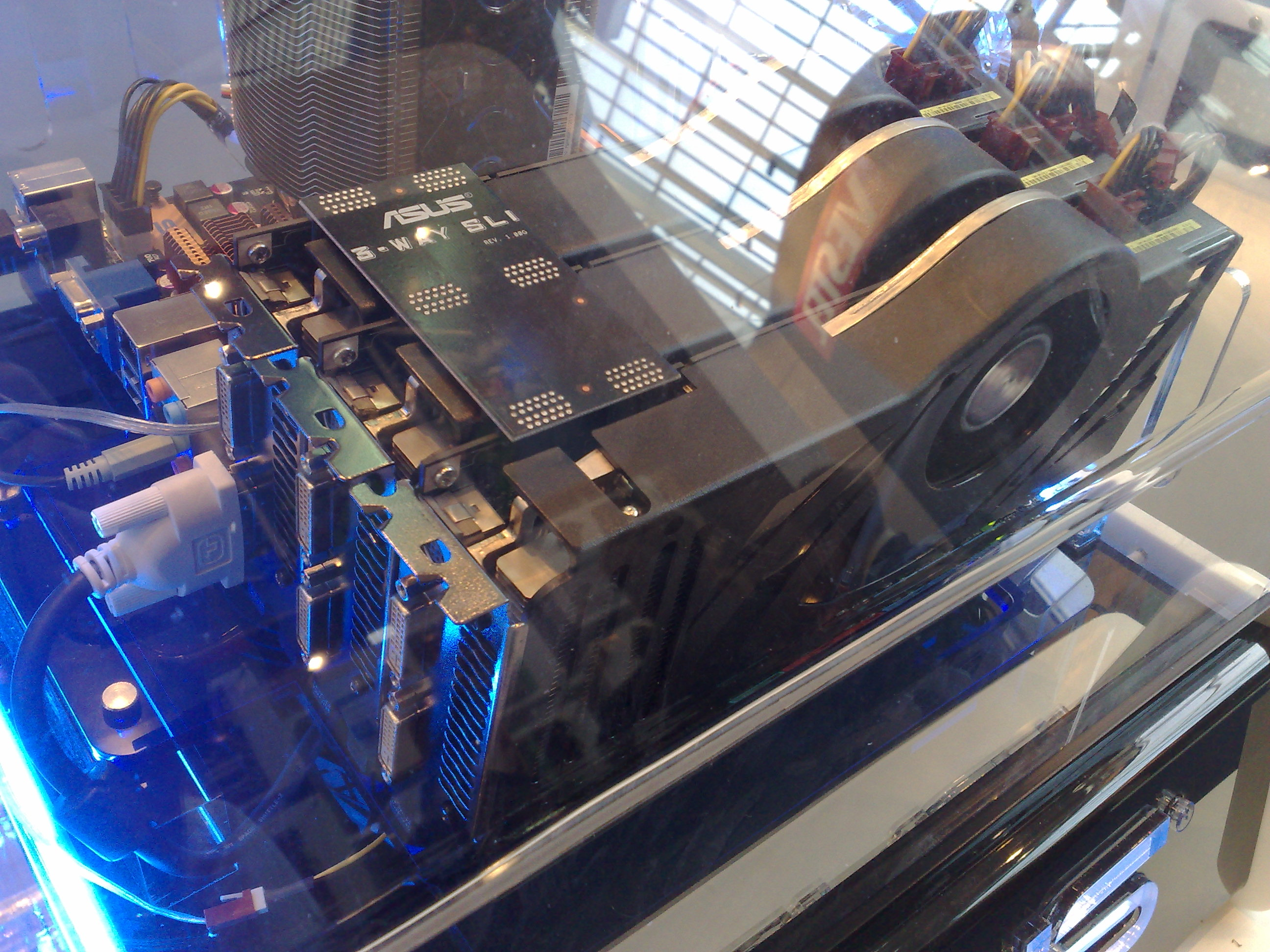
基於PCI-E的多顯示卡互聯技術

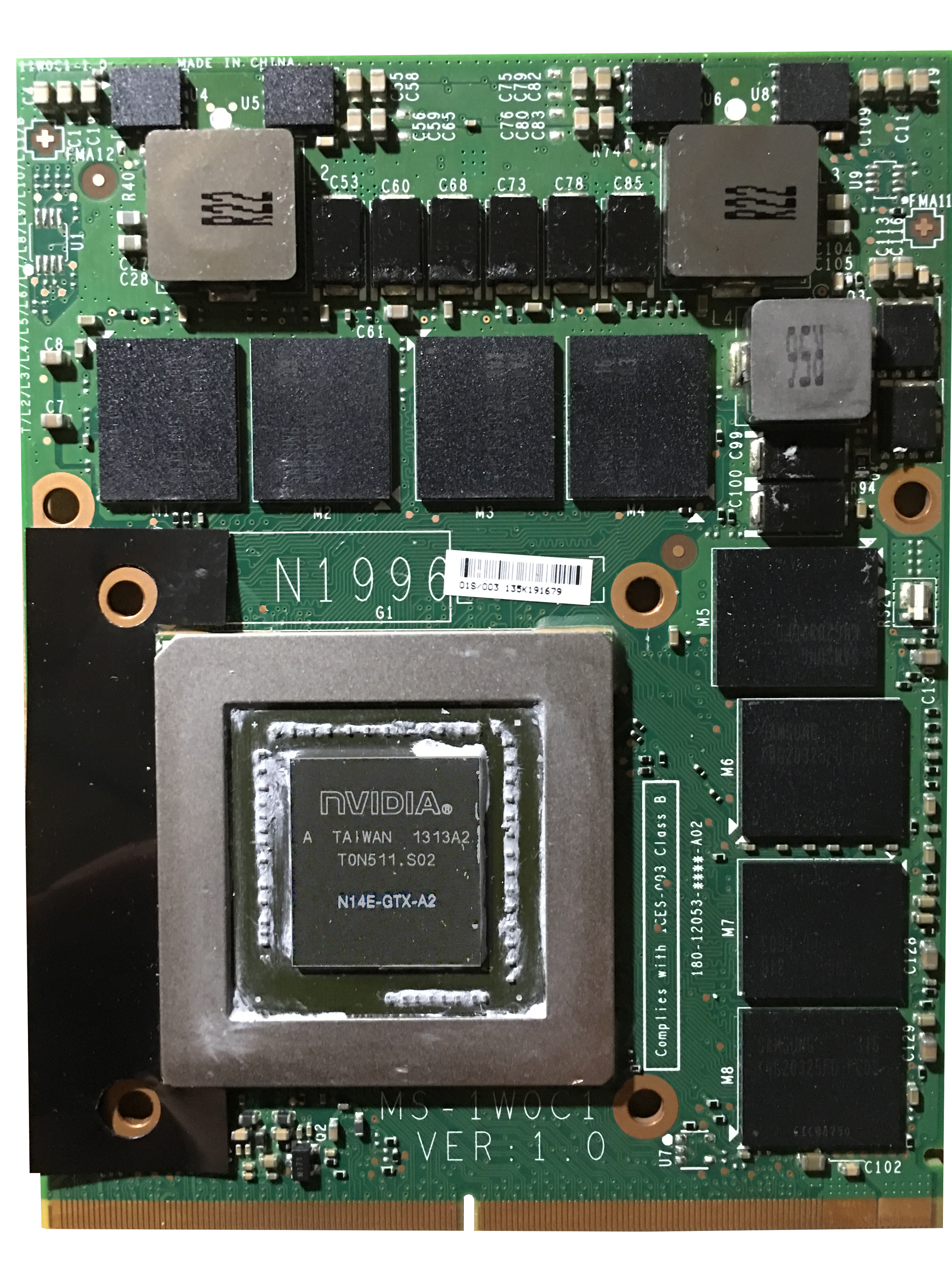
使用MXM接口的笔记本电脑用GTX 780M

PCI Express（亦稱PCI-E）是顯示卡最新的圖形介面，用來取代AGP顯示卡，面對日後3D顯示技術的不斷進步，AGP的頻寬已經不足以應付龐大的數據運算。現時的顯示卡可支持多顯示卡技術（NVIDIA的SLi、NVLink和AMD/ATI的CrossFire）。

### 外接PCI Express顯示卡
用USB或Thunderbolt高頻寬線材連接到外接PCI Express顯示卡盒，需要用獨立電源供應。

## 显示器接口
以下为常用的显示器接口：
- ADC - 苹果显示器端子
- D-sub -大多數人都稱呼VGA端子
- 13W3 - 类比视讯接口，在早期图形工作站中普遍使用。
- DVI - 数位视讯接口，与D-sub接頭共存于现时市场中，可以轉接成D-sub接頭
- mini-DVI - 蘋果公司所使用，就是DVI的縮小版，可以轉成DVI或D-sub
- HDMI - 影音家电接口，現在的顯示卡普遍使用，可以轉為DVI接頭
- DisplayPort - 与HDMI竞争的新型接口
- Mini DisplayPort - DisplayPort的演进版本
- LFH - DMS-59接口前身
- DMS-59 - 一种可同时输出两组类比与两组数位信号的接口
- USB Type-C
- Thunderbolt -一种由苹果和英特尔共同开发的高速数据接口，向下兼容Mini DisplayPort设备，新一代使用USB 3.1 Type C。

## 著名公司

電腦配件圖中4是顯示卡安裝位置

#### 仍在運營

##### 芯片制造商
- Apple
- Intel
- NVIDIA
- AMD

##### 品牌
- VIA（威盛電子）
- ASUS（華碩）
- GIGABYTE（技嘉）
- MSI（微星科技）
- Leadtek（麗臺科技）
- PowerColor（撼訊）
- Galaxy（影馳科技）
- 柏能集團(zotac、inno3d)
- HIS（基恩資訊）
- XFX
- ASRock（華擎科技）
- COLORFUL（七彩虹）
- BIOSTAR（映泰集團）
- GUNNIR（蓝戟）
- Maxsun（铭瑄）

#### 已退出市場：
- 3dfx （已被NVIDIA收购）
- 3DLABS
- Accel Graphics
- Avance Logic
- Appian
- Artist Graphics
- Ark Logic
- ATI（冶天，已被AMD收购）
- Canopus（康能普视）
- Cirrus Logic（凌雲邏輯）
- Colorgraphic（彩圖）
- Creative（創新）
- DEC（迪吉多）
- Diamond Multimedia（帝盟）
- Dynamic Pictures
- Everex
- EVGA（艾維克）
- Genoa（熱那亞）
- Headland
- Hercules（大力神）
- I-O DATA
- Intense3D
- IXMicro
- Kasan
- Lung Hwa（隴華）
- Macronix（旺宏）
- Matrox（邁創）
- Matsushita（松下）
- Motorola（摩托羅拉）
- Mpact
- NEC（日本電氣）
- Number Nine
- Orchid（蘭花）
- OAK
- PowerVR
- Quantum3D（昆騰3D）
- Realtek（瑞昱）
- RealVision
- Rendition
- S3 Graphics
- Sigma Designs
- SiS（統）
- STB Systems
- STMicroelectronics（意法半導體）
- Tandy（坦迪）
- Tech Source
- Trident（泰鼎）
- Tseng Labs（曾氏）
- Western Design Center（西方設計中心）
- Weitek
- XGI（圖誠）

## 外部連結
- How Graphics Cards Work at HowStuffWorks